# Rafał Karczmarz
Rafał Karczmarz (ur. 25 lutego 1999 w Kostrzynie nad Odrą) – polski żużlowiec.
Młodszy brat Patryka Karczmarza.

## Życiorys
Wychowanek Stali Gorzów Wielkopolski. Licencję żużlową zdobył 18 kwietnia 2014 roku na torze w Bydgoszczy.
Złoty medalista młodzieżowych mistrzostw Polski par klubowych w 2015 roku oraz srebrny medalista młodzieżowych drużynowych mistrzostw Polski w 2014 roku i drużynowych mistrzostw Ligi Juniorów w sezonie 2015. Finalista Brązowego Kasku w sezonach 2014 (VIII m.) i 2015 (VII m.) oraz indywidualnych mistrzostw Ligi Juniorów w sezonie 2015 (XV m.). 
Był zawodnikiem rezerwowym podczas Grand Prix Polski w Gorzowie Wielkopolskim.